# Lago Blanco
Lago Blanco è un comune dell'Argentina situato nel dipartimento di Río Senguer, in provincia di Chubut.